# Croix de cimetière de Lieuron
La croix de cimetière de Lieuron est une croix monumentale située devant l'église de Lieuron, dans le département français d'Ille-et-Vilaine, région Bretagne.

## Historique
La croix date du XVIe siècle et fait l’objet d’un classement au titre des monuments historiques depuis le 28 janvier 1908.

## Description et architecture
Les branches de cette croix du XVIe siècle sont de section octogonale. Elle présente au sud une Vierge portant une banderole avec inscription, et au nord un Christ auréolé, qui sont accompagnés de quatre saints.